# Moriah

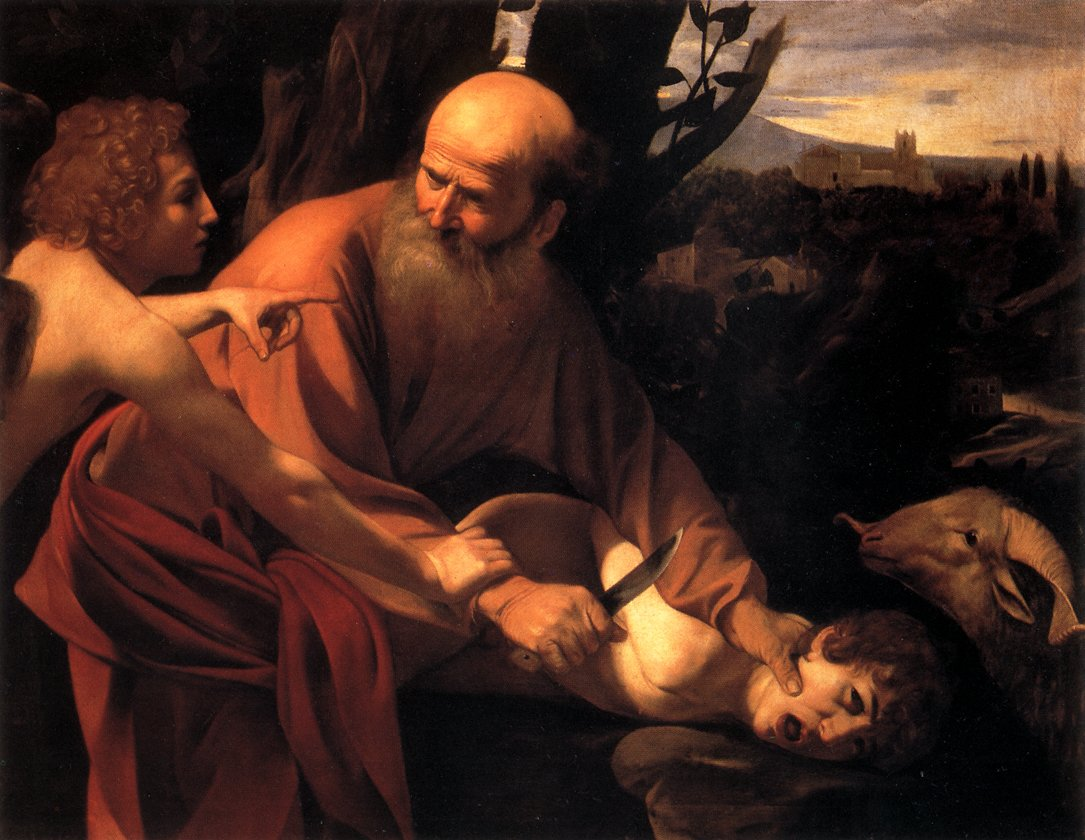
Il sacrificio di Isacco (qui dipinto da Michelangelo Merisi) secondo l'Antico Testamento avvenne sulle montagne di Moriah

Moriah (ebraico: מוריה) è il nome dato ad una montagna o catena montuosa nel libro della Genesi, nel cui contesto è indicata come il luogo del sacrificio di Isacco. Anche Noè vi fece sacrifici animali dopo il diluvio. La sua esatta collocazione è attualmente oggetto di dibattito.
Tradizionalmente Moriah è stato interpretato come il nome di una specifica montagna, piuttosto che come il nome di una serie o catena di montagne. Mōriyyā significa in ebraico "ordine di Dio", ed il sacrificio di Isacco da parte di Abramo stava per avvenire per ordine di Dio in un luogo scelto da lui stesso. Secondo questa interpretazione il nome non starebbe dunque a indicare un preciso luogo geografico, bensì il fatto che quel luogo è stato scelto e indicato da Dio ad Abramo. Sempre la Bibbia, tuttavia, ricorda come Salomone scelse proprio il monte Moriah per costruirvi il Tempio al Signore.

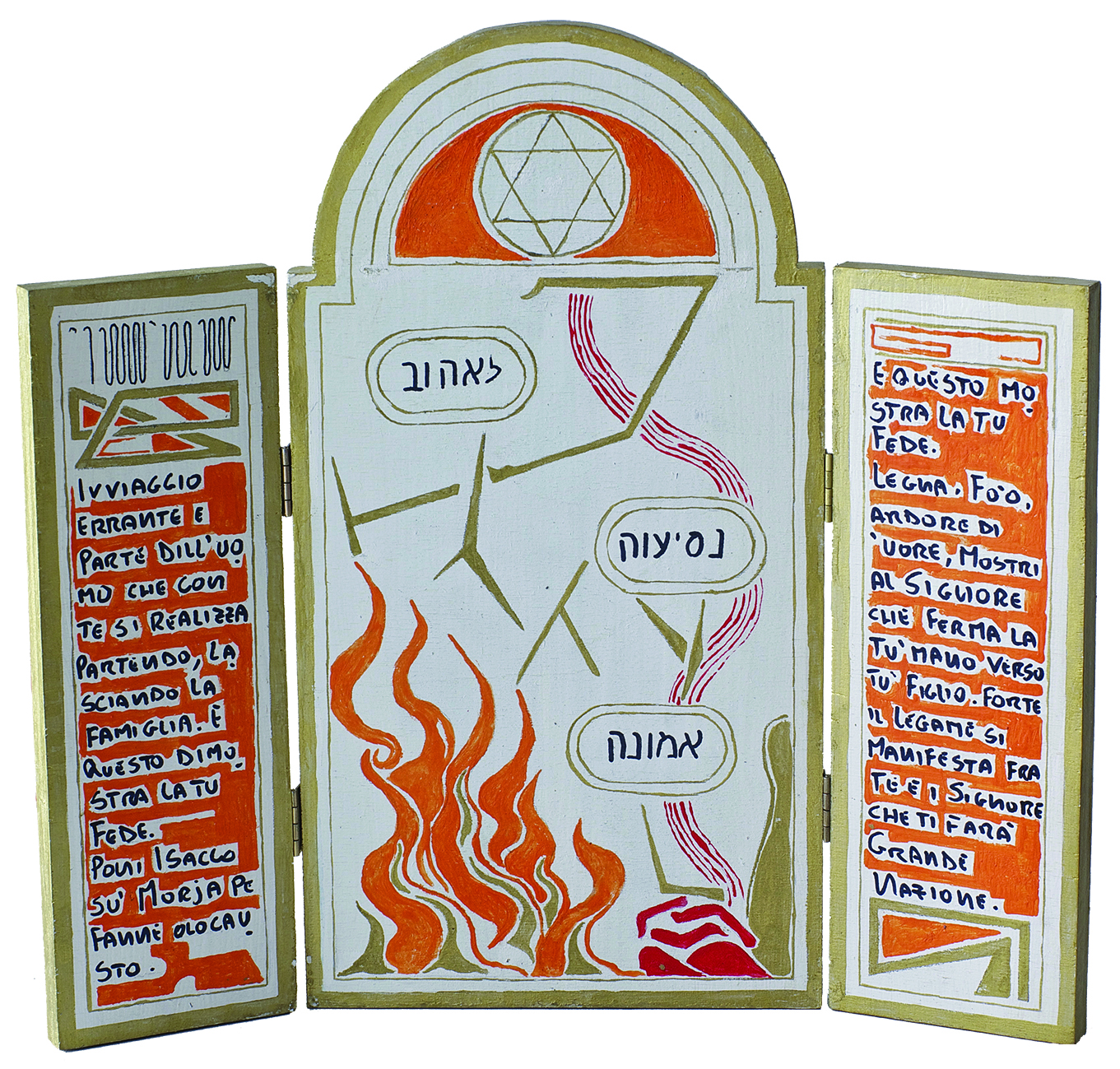
Libri d'Oro Ebraici di Filippo Biagioli dedicato al Monte Moriah e Abramo

Secondo una parte delle tradizioni islamiche, Abramo non portò sull'altura Isacco, ma Ismaele, suo primogenito e progenitore degli arabi. Un'altra parte delle tradizioni (ḥadīth) conferma invece il dato biblico.
Ancora, Maometto sarebbe stato trasportato verso i cieli per volere di Allah, partendo proprio sul monte Moriah. Tuttavia questa tradizione non è convalidata dalla narrazione coranica del miʿrāj, dal momento che nel testo sacro dell'Islam si parla solo del "Tempio ultimo" (al-masjid al-aqsà) che tuttavia la tradizione vuole fosse misticamente collocato in effetti sul Monte del Tempio.